# Forcipomyia postrema
Forcipomyia postrema är en tvåvingeart som först beskrevs av Santos Abreu 1918.  Forcipomyia postrema ingår i släktet Forcipomyia och familjen svidknott.
Artens utbredningsområde är Kanarieöarna. Inga underarter finns listade i Catalogue of Life.